# Chambre du peuple (Somalie)
Pour les autres articles nationaux ou selon les autres juridictions, voir Chambre du peuple.
Mandature 2022-2026
Parlement fédéral de transition
La Chambre du peuple (en somali : Golaha Shacabka ; en arabe : بيت الشعب romanisé : bayt alshaeb) est la chambre basse du parlement fédéral de Somalie.

## Histoire
La Chambre du peuple est créée en 2012, en même temps que le Parlement fédéral.

## Système électoral

### En théorie
Les membres de la Chambre du peuple sont élus au suffrage universel direct à bulletin secret.

### En pratique depuis 2016
Lors des élections de 2016 et celle de 2021-2022, les 275 membres de la Chambre du peuple sont élus par 14 025 délégués originaires de différentes régions du pays. Chaque député est élu par un collège électoral de 51 personnes nommées par 135 anciens. Parmi les 51 délégués, 16 sont censés être des femmes, 10 des jeunes et les 25 autres des membres de la société civile. Parmi les 275 députés, 69 sont choisis à Baidoa tandis que les autres proviennent d'autres villes. Sur l'ensemble des sièges, 30 % sont réservés aux femmes,.

### Constitution de la Somalie
- (en)  Somalie. « Constitution provisoire de la Somalie » [lire en ligne]

1. ↑  Article 64

### Autres références
1. ↑  (en) Mission d'assistance des Nations unies en Somalie, « Fact sheet on Somalia's 2016 electoral process », sur unsom.unmissions.org, 23 octobre 2016 (consulté le 17 novembre 2017)
2. ↑  Union interparlementaire, « Somalie Chambre du peuple - À propos du Parlement », sur data.ipu.org (consulté le 29 avril 2022)